# 2197 Shanghai
2197 Shanghai eller 1965 YN är en asteroid i huvudbältet som upptäcktes den 30 december 1965 av Purple Mountain-observatoriet i Nanjing, Kina. Den är uppkallad efter den kinesiska staden Shanghai.
Asteroiden har en diameter på ungefär 20 kilometer och den tillhör asteroidgruppen Themis.